# Хверён
Хверён (кор. 회령시?, 會寧市?) — город в КНДР в провинции Хамгён-Пукто. Находится рядом с рекой Туманной, на противоположном берегу которой — китайская провинция Гирин (ближайший китайский город — Санхе (кит. 三合鎮) в уезде Лунцзин). Хверён считается местом рождения первой жены Ким Ир Сена и матери Ким Чен Ира — Ким Чен Сук.
В 20 км от города находится Центр сосредоточения № 22 (관리소22호).

## История

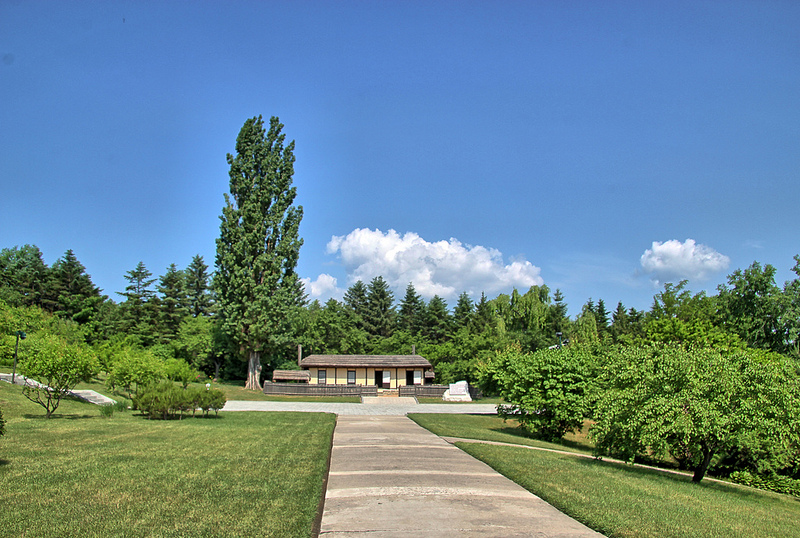
Место рождения Ким Чен Сук.

Хверён был одним из шести постовых гарнизонов, основанных по указу Седжона Великого (1418—1450) для защиты населения от потенциально опасных полукочевых чжурчжэней, живших к северу от реки Амноккан.
В начале мая 2007 года новоназначенный председатель правительства КНДР Ким Ён Ир посетил Хверён. Он привёз с собою 1 вагон стекла, произведённого в Южной Корее, и 3 вагона цемента. После доставки товаров в Народный комитет Хверёна он дал указание, что город Хверён должен быть украшен, так как здесь родилась мать Великого руководителя Ким Чен Ира, героиня антияпонской революции товарищ Ким Чен Сук.

## Экономика
Главными промышленными отраслями Хверёна являются производство горных машин и бумаги. Также на территории располагается много шахт.